# Pearl Jam (альбом)
Pearl Jam (іноді цей альбом називають The Avocado Album) — восьмий студійний альбом американського гурту Pearl Jam виконаний у стилі ґрандж, який був виданий 2 травня 2006 на J Records. Це був перший реліз гурту на чотири роки з часів альбому Riot Act (2002). Платівка була дебютною на лейблі J Records та останньою на Sony Music. Це був перший альбом колективу, що не дебютував на першому місці у будь-якому чарті у світі.

## Список пісень
1. «Life Wasted» — 3:54
2. «World Wide Suicide» — 3:29
3. «Comatose» — 2:19
4. «Severed Hand» — 4:30
5. «Marker in the Sand» — 4:23
6. «Parachutes» — 3:36
7. «Unemployable» — 3:04
8. «Big Wave» — 2:58
9. «Gone» — 4:09
10. «Wasted Reprise» — 0:53
11. «Army Reserve» — 3:45
12. «Come Back» — 5:29
13. «Inside Job» — 7:08

## Чарти
| Чарт (2006)                                          | Найвища позиція |
| ---------------------------------------------------- | --------------- |
| Австралія Australian Albums (ARIA)                   | 2               |
| Австрія Austrian Albums (Ö3 Austria)                 | 3               |
| Бельгія Belgian Albums (Ultratop Flanders)           | 2               |
| Бельгія Belgian Albums (Ultratop Wallonia)           | 12              |
| Канада Canadian Albums (Billboard)                   | 2               |
| Данія Danish Albums (Hitlisten)                      | 7               |
| Нідерланди Dutch Albums (MegaCharts)                 | 2               |
| Фінляндія Finnish Albums (Suomen virallinen lista)   | 13              |
| Франція French Albums (SNEP)                         | 21              |
| Німеччина German Albums (Offizielle Top 100)         | 4               |
| Угорщина Hungarian Albums (MAHASZ)                   | 28              |
| Irish Albums (IRMA)                                  | 4               |
| Італія Italian Albums (FIMI)                         | 1               |
| Japanese Albums (Oricon)                             | 19              |
| Нова Зеландія New Zealand Albums (Recorded Music NZ) | 2               |
| Норвегія Norwegian Albums (VG-lista)                 | 4               |
| Португалія Portuguese Albums (AFP)                   | 1               |
| Шотландія Scottish Albums (OCC)                      | 5               |
| Іспанія Spanish Albums (PROMUSICAE)                  | 13              |
| Швеція Swedish Albums (Sverigetopplistan)            | 6               |
| Швейцарія Swiss Albums (Schweizer Hitparade)         | 2               |
| Велика Британія UK Albums (OCC)                      | 5               |
| Велика Британія UK Rock & Metal Albums (OCC)         | 2               |
| США Billboard 200                                    | 2               |
| США Top Rock Albums (Billboard)                      | 2               |

| Чарт (2006)                        | Позиція |
| ---------------------------------- | ------- |
| Australian Albums (ARIA)           | 64      |
| Belgian Albums (Ultratop Flanders) | 58      |
| Dutch Albums (Album Top 100)       | 85      |
| US Billboard 200                   | 90      |
| US Top Rock Albums (Billboard)     | 18      |

| 2006                                    | «World Wide Suicide» | 41 | 2  | 1  | —   |
| 2006                                    | «Life Wasted»        | —  | 13 | 10 | 110 |
| 2006                                    | «Gone»               | —  | —  | 40 | —   |
| «—» denotes singles that did not chart. |                      |    |    |    |     |

## Сертифікації
| Регіон                                                                                          | Сертифікація | Продажі  |
| ----------------------------------------------------------------------------------------------- | ------------ | -------- |
| Австралія (ARIA)                                                                                | Платиновий   | 70 000^  |
| Бразилія (ABPD)                                                                                 | Золотий      | 30 000*  |
| Канада (Music Canada)                                                                           | Платиновий   | 100 000^ |
| Нова Зеландія (RIANZ)                                                                           | Платиновий   | 15 000^  |
| Велика Британія (BPI)                                                                           | Срібний      | 60 000^  |
| США (RIAA)                                                                                      | Золотий      | 500 000^ |
| *продажі, що базуються лише на сертифікаціях ^відвантаження, що базуються лише на сертифікаціях |              |          |